# أوكتافيو باروزا
أوكتافيو دوس سانتوس باروزا (بالبرتغالية: Octávio dos Santos Barrosa؛ 21 ديسمبر 1920 – 21 فبراير 2001) كان لاعب كرة قدم برتغاليًا لعب كمدافع.

## وصلات خارجية
- أوكتافيو باروزا على موقع قاعدة بيانات كرة القدم.إي يو (الإنجليزية)